# Tőry Emil
Tőry Emil, születési nevén Tőry Emil Ágoston Rudolf (Pest, 1863. április 17. – Budapest, 1928. május 31.) építész, építészeti szakíró, Tőry Gusztáv (1857–1925) jogász, politikus testvére.

## Életpályája
Tőry Gusztáv Adolf (1823–1869) és Kunig Rozália (1830–1890) fiaként született. A Magyar Királyi József Műegyetemen szerzett oklevelet 1887-ben, ezután Berlinben és Párizsban tanult. Miután hazatért, építészeti irodát nyitott. 1897-től a budapesti Műegyetem magántanára, 1906-tól rendkívüli tanára volt. 1908-tól Budapesten Pogány Móriccal létesített társas viszonyt. Ennek a korszaknak a kiemelkedő alkotása volt a torinói világkiállítás magyar pavilonja, amely a Lechner Ödön által elindított magyaros stíluskeresés szép példája. A sátorarchitektúrát mint ősmagyarnak tartott építészeti formát alkalmazta. Az Adria Biztosító épületénél már modernebb szerkezetet használtak, Lajta Béla hatására.

## Családja
Felesége óbecsei Kollerich Margit Emma (1869–1945) volt.
Gyermekei: Tőry Blanka (1893–1949) és Tőry Tibor (1893–1970) gépészmérnök.

## Ismert épületei

### Elkészült épületei
- 1898: lakóház, 1021 Budapest, Budakeszi út 55.[6][7]
- 1899: lakóház, 1056 Budapest, Belgrád rakpart 21.
- 1902: Délvidéki Kaszinó, Temesvár[8]
- 1903: Erzsébet királyné emlékmű talapzata (szobor: Telcs Ede), Cece[8]
- 1905 k.: Fa- és Fémipari Szakiskola, Arad[8]
- 1905–1906: Erzsébet Homeopata Kórház (később: Schöpf-Merei Kórház), Budapest, Knézich u. 14.[8][9] (a szomszédos, Bakáts tér 10. szám alatti kórházépület eredetileg magánszanatóriumként épült 1906-ban, és tervezője nem Tőry, hanem Márkus Géza volt)
- 1910: Római katolikus templom, Százhalombatta[10]

### Tervben maradt épületei
- 1900: római katolikus templom, Batta[8]
- 1902 és 1903 (2 pályázat): Erzsébet királyné emlékművének pályaterve, Budapest – az egyik 10.000 koronás első díjat tervük Telcs szobrásszal együttesen nyerte el[11]
- 1903: Örökimádás templom, Budapest[8] – az épület végül Aigner Sándor tervei szerint épült fel
- 1905: Madarasi-Beck nyaraló, Budapest[8]
- 1905: Sáros-fürdő, Budapest[8]
- 1905: Rudas-fürdő, Budapest[8]
- 1905: Békepalota, Hága[8]
- 1905: Kultuszminisztérium, Budapest[8]
- 1906: Szent Imre Kollégium, Budapest[8]
- 1906: Fekete Sas-szálló, Nagyvárad[8]
- 1907: Erzsébetvárosi Igazságügyi Palota, Budapest[12]
- 1907: Földművelésügyi Minisztérium homlokzat áttervezés, Budapest[8]
- 1907: Városháza, Szentes[8]
- 1910: Pest Vidéki Törvényszék, Budapest[13]

## Főbb írásai
- Marcus Vitruvius Pollio theoriaja az antik szentélyekről (Budapest, 1896)
- A görög építőművészet története az Ókorban (Budapest, 1904)
- A római építőművészet szerkezet- és alaktana (Budapest, 1904)
- Andrea Palladio szerepe az építőművészet történetében (Budapest, 1905)
- Róma antik építőművészete (Budapest, 1905)
- Újabb építkezések Németországban (Budapest, 1905)
- Michelangelo mennyezetképe a római Sixtus kápolnában (Budapest, 1912)
- Néhány szó a műegyetemi építészoktatás reformjához (Budapest, 1919)

## Emlékezete
A Magyar Művészet hasábjain Lyka Károly búcsúzott tőle 1928-ban.

## Képtár

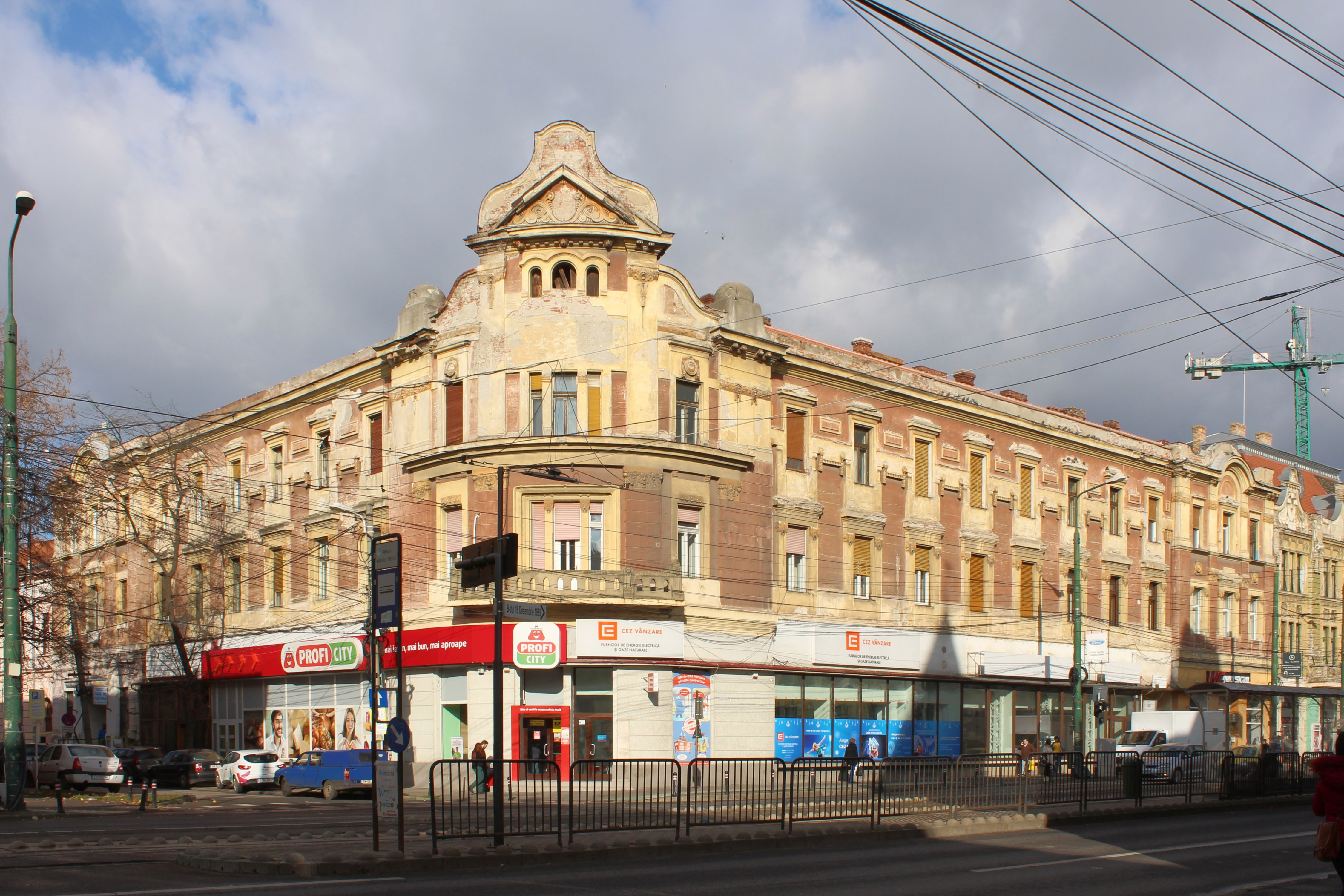
Délvidéki Kaszinó, Temesvár
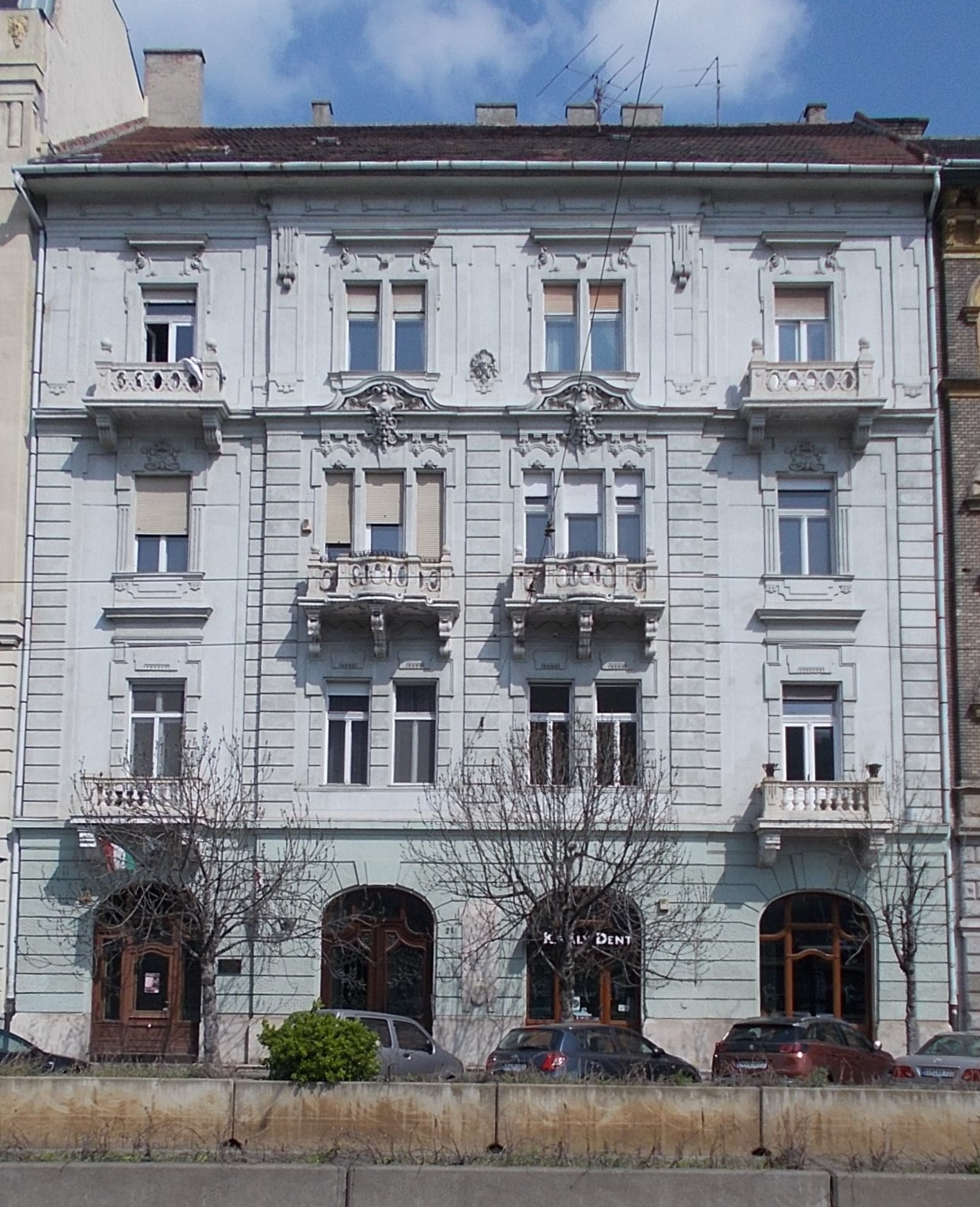
Belgrád rakpart 21., Budapest
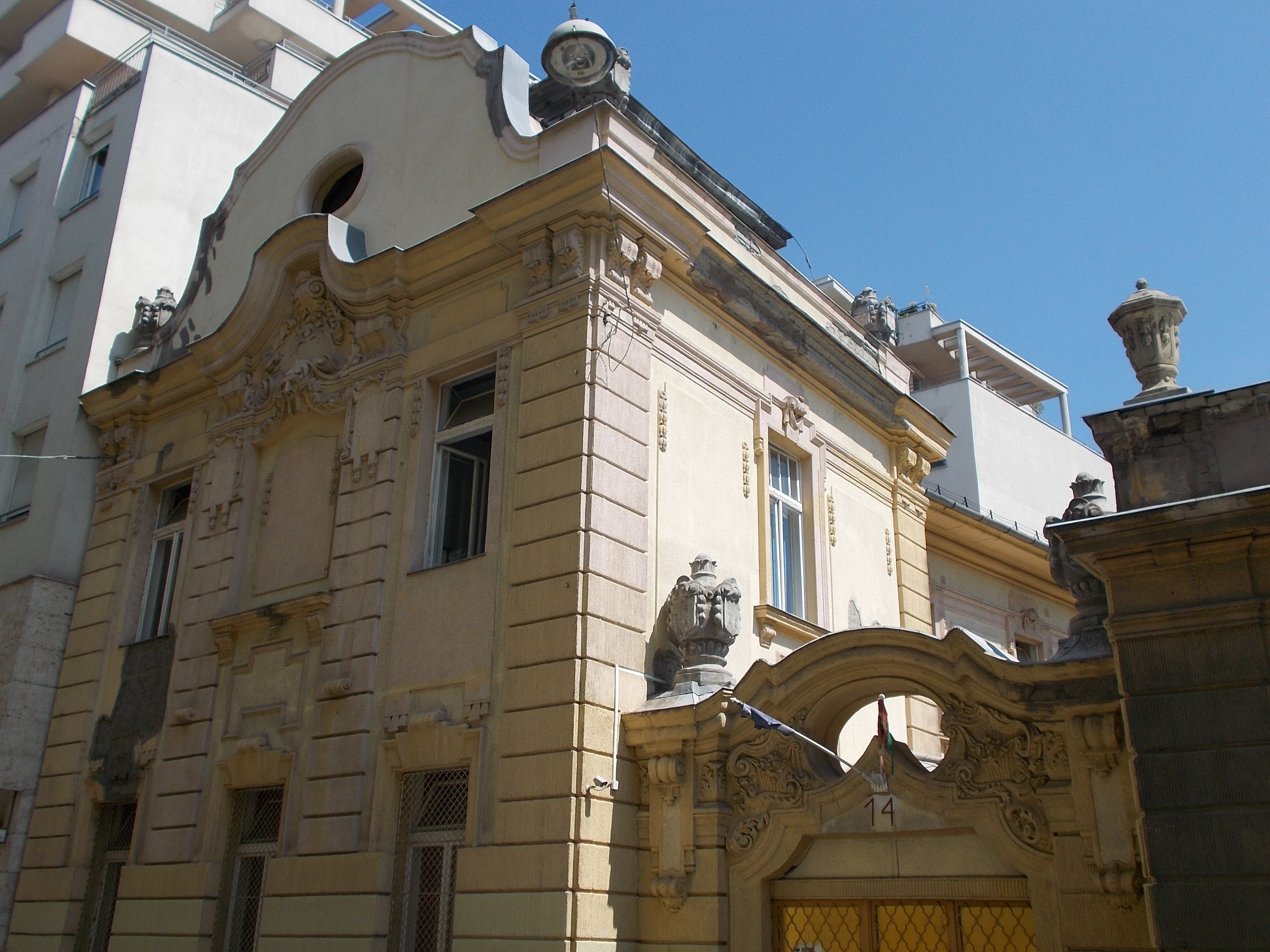
Erzsébet Homeopata Kórház, Budapest
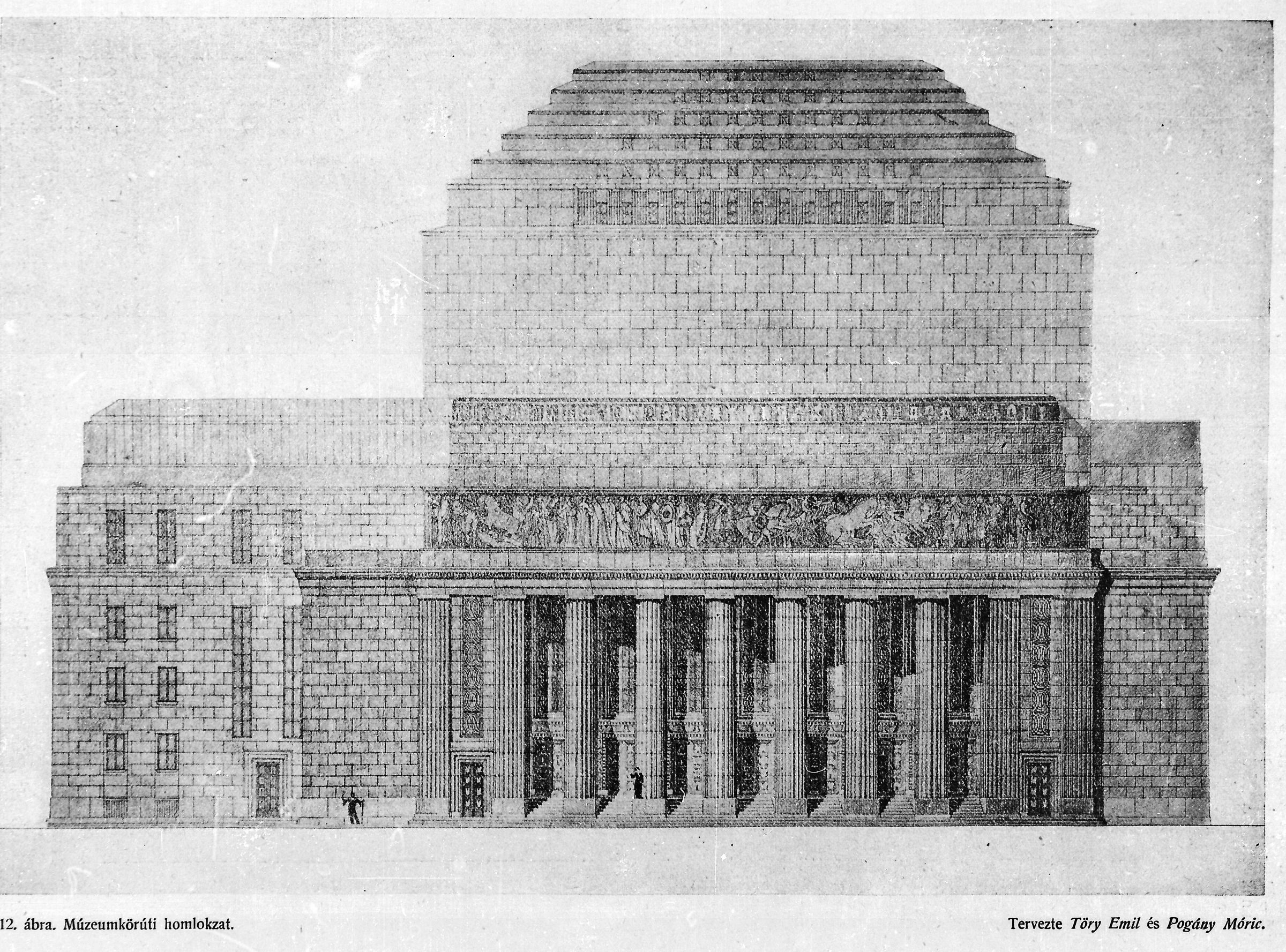
Nemzeti Színház pályaterve, Budapest
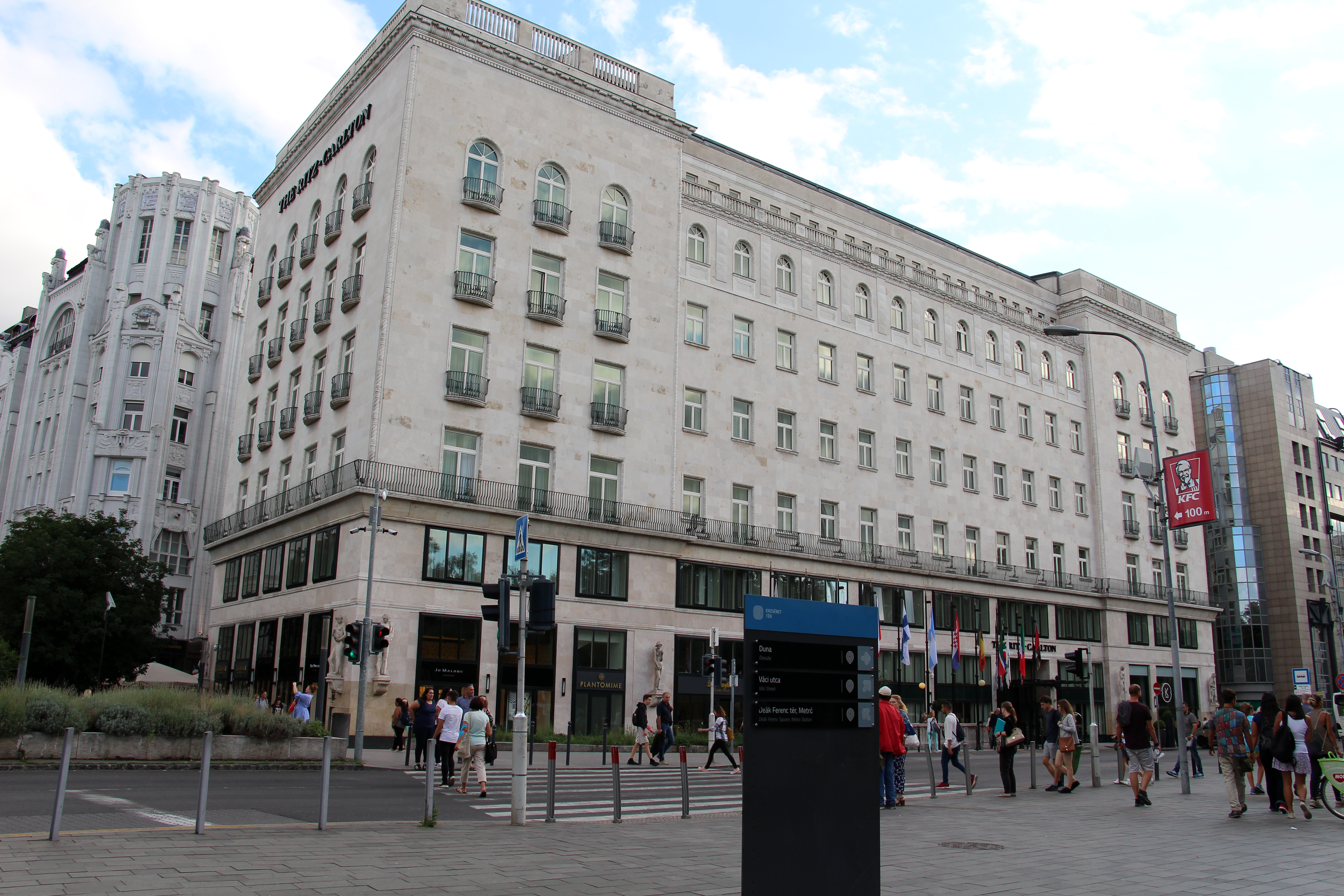
Adria Biztosító Rt. székháza, Budapest